# Гноячок
Гноячо́к (лат. pustula) — порожнинний гострозапальний первинний елемент висипу зеленкувато-білого кольору, що підвищується над рівнем шкіри і заповнений гнійним випотом.
Розміри гноячків різняться від просяного зерна до горошини. Порожнина гноячка утворюється в надшкір'ї унаслідок дії продуктів життєдіяльності мікроорганізмів на клітини епітелію, що спричинює загибель цих клітин. Часто гноячки утворюються навколо лійки волосяних мішечків.

## Етіолоґія
Гноячки утворюються на місці гострого запалення, обумовленого здебільшого стафілококовою або стрептококовою інфекцією. Інколи гноячки виникають вторинно з пухирців або пухирів, у порожнину яких проникає гноєтворна інфекція.

## Різновиди
Існує декілька різновидів гноячків:

### Мішечковий гноячок
Мішечковий гноячок має конічну форму, а в його центрі розміщений волосок. Може розміщуватись поверхнево (не залишатиме рубця) або глибоко (залишатиме рубець). Етіолоґічним чинником здебільшого є стафілококова інфекція.

### Фліктена
Фліктена має тоненьку в'ялу покришку, що швидко руйнується, а вміст засихає з утворенням кірочки, при знятті якої відкривається ерозія, що гоїться без рубця. Етіолоґічним чинником є стрептококова інфекція.

### Ектима
Ектима розміщується у власне шкірі, має запальний характер. Її покришка руйнується з утворенням виразки, що покривається кіркою та гоїться з утворенням рубця.

### Акне
Акне розвиваються в ділянці вивідних проток сальних залоз на обличчі та спині хворих на звичайні вугрі. Форма часто є конічною.